# 羅氏圓鰺
羅氏圓鰺，又稱紅鰭圓鰺、紅瓜鰺，俗名為紅赤尾、硬尾，為輻鰭魚綱鱸形目鱸亞目鰺科的其中一個種。

## 分布
本魚分布於印度洋至澳洲間的海域，包括東非、紅海、波斯灣、斯里蘭卡、馬爾地夫、印度、孟加拉灣、安達曼海、日本、台灣、中國沿海、越南、印尼、馬來西亞、泰國、緬甸、澳洲西北部等。

## 深度
水深40至275公尺。

## 特徵
本魚為本屬中最大型之一種，眼睛大小適中，眼徑約略大於吻長，有一個發育良好的脂肪眼瞼，完全覆蓋眼睛，胸鰭長度可達第二背鰭的第三或第四枚鰭條下方，第一背鰭有硬棘6至7枚，第二背鰭有硬棘1枚、軟條29至32枚。稜鱗數目約在37至40枚之間。體上部是藍綠色，下部是銀色，鰓蓋邊緣有一個小的黑色斑點。尾鰭從半透明到深褐色，第二背鰭在其基部半透明但向邊緣呈淺黑褐色，其他鰭大多是半透明的，體長可達40公分，體重可達110公克。

## 生態
本魚棲息在底中層水域，常成群集游，以浮游生物為食，生活習性不明。

## 經濟利用
食用魚，除工作生魚片外，也適合紅燒。